# حكم (كرة القدم)

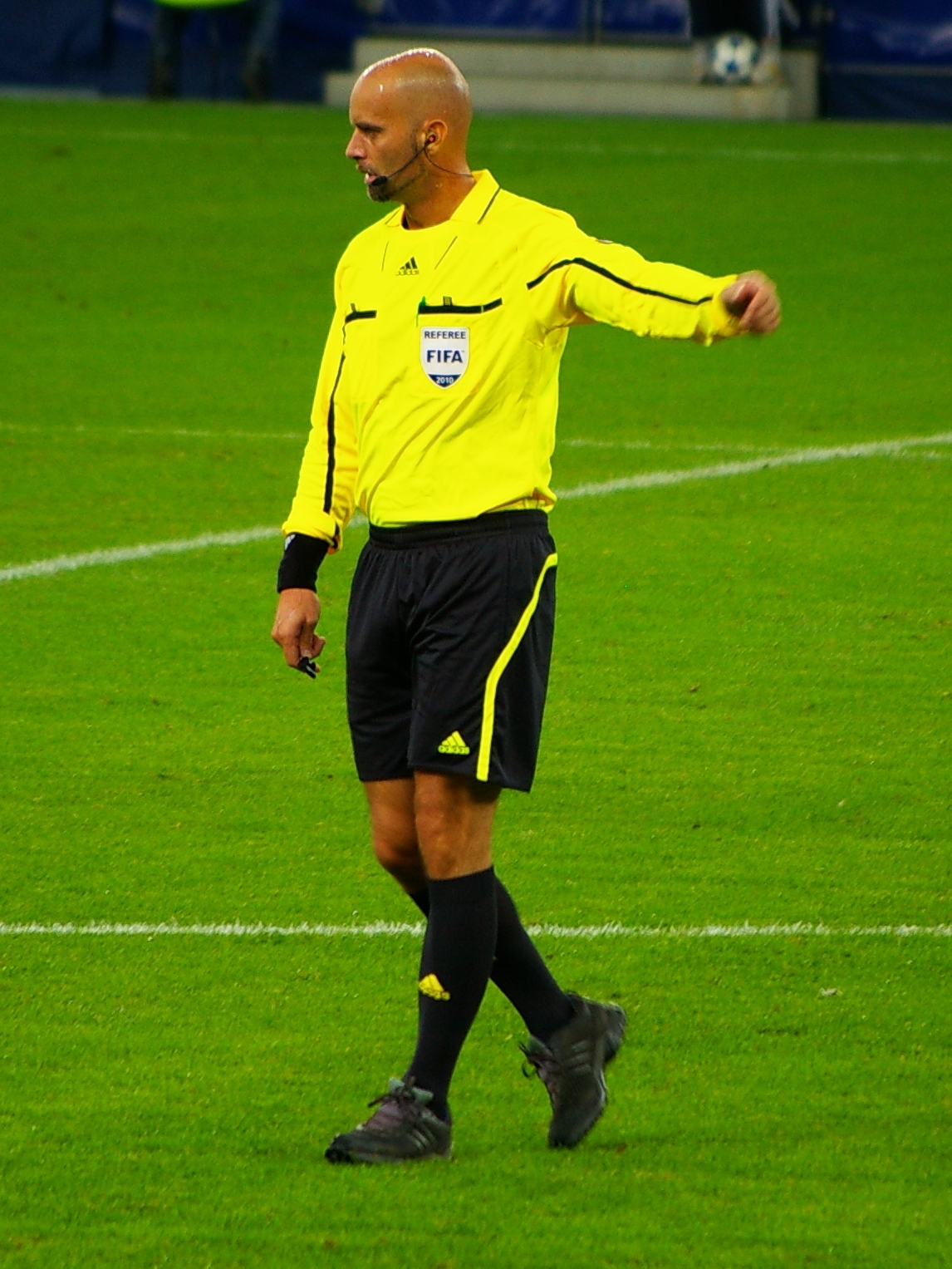
حكم فيفا خلال مباراة كرة قدم في دوري الابطال

الحكم في رياضة كرة القدم، هو المشرف على الفعالية الرياضية، فله سلطة في اتخاذ قرارات وتطبيق القوانين وإعلان النتيجة، من وجهة نظر محايدة. يكون الحكم في رياضة كرة القدم هو المشرف على الفعالية الرياضية بحيث تقام المنافسة في إطار قواعد وقوانين اللعبة الرياضية، وله سلطة في اتخاذ قرارات من شأنها أن تغير مجرى المباراة. هنالك 4 حكام أساسيين في كرة القدم بحيث يكون حكم الساحة المقرر على كل شيء، أما حكما الراية الأول والثاني الذان يكونان على خط التماس وزاوية المرمى على جانبي الملعب تكون وظيفتهما إقرار التسلل والضربة الحرة القريبة منه ويفك الاشتباك بين اللاعبين. تكون وظيفة الحكم الرابع رفع اللوحة الإلكترونية من رقم اللاعبيين الذين يبدلهما والوقت الضائع كما يمكن أن يقوم الحكم الأول أو حكم الساحة باستشارته كونه يراقب الملعب من جميع الجهات كما يتابع تصرفات اللجنة الفنية لكلا الفريقيين إذا صدر منهما شيء.

## أدوار الحكم
هنالك 4 حكام أساسيين في كرة القدم هم:
- حكم الساحة: تدار كل مباراة بواسطة حكم له السلطة الكاملة في تطبيق قوانين اللعبة المتعلقة بالمباراة وهو الحكم المقرر على كل شيء، وإليه يرجع القرار النهائي، إن اختلف قراره مع الحكم المساعد و سوف تُتخذ القرارات بأفضل ما لدى الحكم من قدرات وفقا لقوانين اللعبة (وروح اللعبة) والتي تستند إلى رأي الحكم الذي لديه السلطة التقديرية باتخاذ الإجراء الملائم في إطار قوانين اللعبة.وتعتبر قرارات الحكم بشأن الوقائع المتعلقة باللعب نهائية بما في ذلك احتساب الهدف أو عدم احتسابه ونتيجة المباراة، ويجب أن تُحترم دائما قرارات الحكم والحكام الآخرين.وإذا فقد الحكم القدرة على الاستمرار في إدارة المباراة، فإنه يجوز مواصلة اللعب تحت إشراف أحد الحكام الآخرين حتى الخروج التالي للكرة من اللعب.وذلك بحسب كتاب قوانين اللعبة الصادر عن الاتحاد الدولي لكرة القدم للعام [2] 2025/2026م

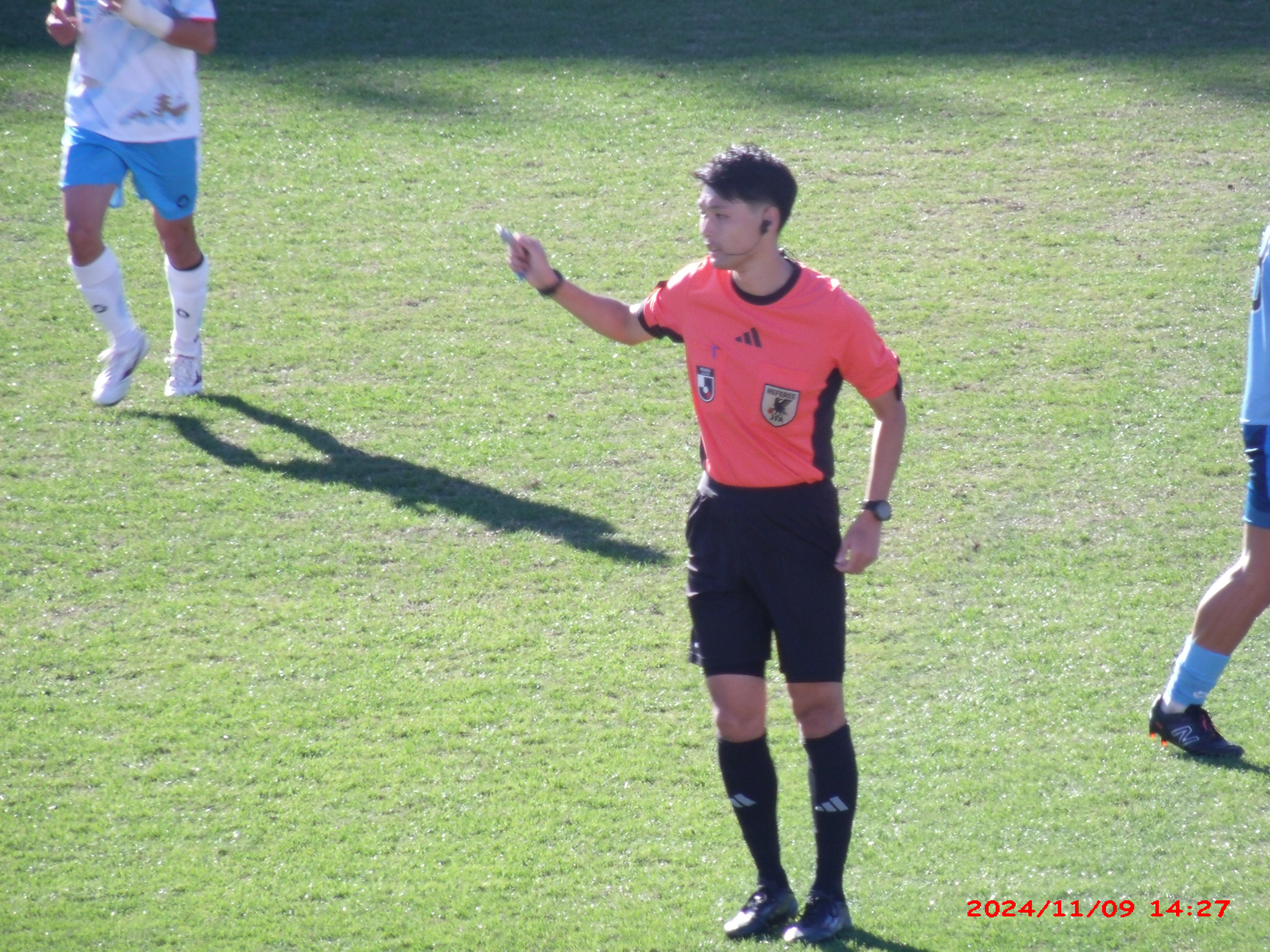

- حكم راية أول: وهو يقرر التسلل والضربة الحرة القريبة منه ويفك الاشتباك بين اللاعبين، ويسمى أيضا بـ مساعد أحكم راية ثاني: وهو يقرر التسلل والضربة الحرة القريبة منه ويفك الاشتباك بين اللاعبين، ويسمى أيضا بـ مساعد ثاني. وواجبات ومهام الحكمين المساعدين بحسب ما وضحتها قوانين الاتحاد الدولي لكرة القدم هي: الإشارة إلى استحقاق أحد الفريقين لرمية تماس، أو ركلة مرمى، أو ركلة ركنية، والإشارة إلى وقوع أحد لاعبي الفريقين بمصيدة التسلل، ومراقبة تنفيذ ركلات الجزاء؛ وذلك لضمان عدم تحرك الحارس عن خط المرمى قبل تنفيذ الركلة، ومراقبة الكرة أثناء تنفيذها لمعرفة ما إذا كانت تجاوزت خط المرمى، إضافةً إلى مُتابعة ومراقبة إجراء عمليات التبديل والإشارة إليها.
- حكم رابع: وهو الذي يرفع اللوحة الإلكترونية من رقم اللاعبيين الذين يبدلهما والوقت الضائع. ومن مهام الحكم الرابع التي وضحها القانون السادس من قوانين الاتحاد الدولي: الإشراف على عمليات التبديل التي يُجريها كلا الفريقين، وإعادة إدخال أي لاعب إلى أرض الملعب بعد موافقة الحكم الأول، وفحص المعدات التي يرتديها اللاعبون سواءً كانوا أساسيين أو احتياطيين، والتحقُق والإشراف على أية كرات بديلة يتم استخدامها في اللعبة، والإشارة ثم الإعلان عن الوقت المُحتسب كوقتٍ بدل ضائع؛ وذلك وفقاً لما يُقرره الحكم الأول. إضافةً إلى دوره في إخبار الحكم الرئيسي في حال صدر عن أحد أعضاء الفريقين الموجودين في دكة البدلاء أي سلوك غير مسؤول.
- حكم مساعد إضافي أول: يتواجد بجانب المرمى القريب من الحكم المساعد الأول، وقد تم إقراره في أكتوبر من عام 2012.
- حكم مساعد إضافي ثاني: يتواجد بجانب المرمى القريب من الحكم المساعد الثاني، وقد تم إقراره في أكتوبر من عام 2012. ونصَّت قوانين الاتحاد الدولي لكرة (FIFA) القدم الصادرة في الموسم الكروي 2018/2019م على أن مهمّة الحكمان المُساعدان الإضافيان -إن وُجدا- تتمثل بالإشارة إلى دخول الكرة بكاملها لخط المرمى وبالتالي إحراز هدف من قِبل أي من الفريقين، بالإضافة إلى تحديد أي من الفريقين يستوجب الحصول على ركلة ركنية أو ركلة مرمى أو رمية تماس، وأخيراً مُراقبة عدم تحرُك حارس المرمى بشكلٍ خاطئ أثناء تنفيذ ركلات الجزاء.[3]
- إلا أن الحكمان الإضافيان غير معتمدان إلا في بعض الدوريات الأوروبية ودوري الابطال الأوروبي ليحددا الهدف وضربة الجزاء وكذلك في الدوري القطري. وأيضا يوجد إداري المباراة ومراقب المباراة.

## ترتيب الحكام
تختلف درجات الحكام على اختلاف مهامهم، حيب المراتب الوطنية إلى اقسام، فيما تنقسم دوليا إلى حكام وطنيين، وحكام الاتحادات القارية، وتنتهي بالدولية.

## معدات حكم كرة القدم
- يتوجب على الحكام في كرة القدم ارتداء الملابس الخاصة بمُمارسة التحكيم والتي تشتمل على قميصٍ بكمٍّ قصير أو طويل على ألا يكون مُشابهاً لقميص أي من الفريقين المُتنافسين، وغالباً ما يكون باللون الأصفر.
- يجب أن يرتدي الحكم سروالاً غالباً ما يكون بلون أسود، بالإضافة إلى ارتداء جوارب سوداء وأحذية تُناسب أرض الملعب ويُفضل أن تكون سوداء هي الأخرى
- يجب أن يمتلك حكم الساحة بعض المعدات الضرورية لإدارة المباراة وهي الصافرة والساعة والبطاقات ذات اللونين الأحمر والأصفر بالإضافة إلى دفترٍ صغير لتسجيل أحداث المُباراة.
- كما يُمكن أن يستخدم الحُكام بعض المعدات التي تُمكنهم من التواصل مع بعضهم البعض كالسماعات، ولا بد أن يمتلك كلٌّ من الحكمين المُساعدين رايةً بلونٍ زاهٍ للإشارة إلى خروج الكرة من الملعب أو حدوث الأخطاء على أرضية الملعب.[3]